# Castianeira venustula
Castianeira venustula là một loài nhện trong họ Corinnidae.
Loài này thuộc chi Castianeira. Castianeira venustula được miêu tả năm 1895 bởi Pavesi.